# 煤油
煤油（古稱火油）是一种通过石油分馏后获得的碳氢化合物的混合物。由于煤油的组成成分可能不同，因此不同地方产的煤油的特征可能区分很大。比起汽油来，煤油比较粘稠，也比较不易燃。其闪点在55至100°C之间。煤油蒸汽比空气重得多，与空气混合可能形成爆炸气，不是明火不易燃。在分馏石油时煤油的沸点在汽油和柴油之间，约在160至280°C。

## 应用

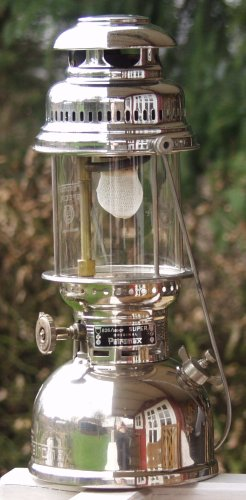
煤油燈

煤油可應用在清洁剂與燃料。煤油在煤油灯中稳定地燃烧，但是會散發油腻的黑烟。一些遙控飛機及暖爐也使用煤油或者使用掺有煤油的燃料。航空則是掺有其它物质的煤油，不僅用於涡轮发动机，也是火箭发动机的燃料。
以往在柴油中会掺入約25%的煤油来降低柴油的黏度，今日已经不使用这个方法，现代柴油机不能使用掺有煤油的柴油。
做为清洁剂出售的煤油纯度高，不含重分子，因此可以去除金属表面強力附着的油腻和污物。
與汽油相比，煤油的危险性較低。某些国家或地区会要求煤油或者盛装煤油的容器应被特别标记或染色。 
鋰、鈉等在空氣中易氧化的鹼金屬常儲存於煤油中，以隔絕空氣。

## 歷史
公元九世纪波斯炼金术师拉齐在他的著作中记载了通过蒸馏石油提炼煤油的方法。
中国在明朝時期，中國廣東已發現煤油。由於煤油看起來像水一樣，卻又能夠點燃火種，故被當地人士稱為火水。直到現時，香港、廣州等地仍俗稱煤油為火水。
1846年加拿大地质学家亚伯拉罕·格斯纳（Abraham Gesner）从烟煤和油页岩蒸馏出煤油（他起名为Kerosene）实验成功，随后于1854年商业化生产。
1851年美国商人塞缪尔·奇尔（Samuel Kier）开始销售用石油提炼出的煤油，同时出售为此发明的煤油灯。原来奇尔是开发盐井的，但是他在宾夕法尼亚的盐井无意出现了石油。开始他只是把石油倒掉，后来他请来化学家从石油中提炼煤油。他被历史学家称为美国石油工业之父。1859年，石油钻探家艾德溫·德雷克（Edwin Drake）在宾夕法尼亚用钻井的方法打成美国第一口油井。
1853年波兰药剂师伊格纳齐·武卡谢维奇发明的煤油灯被利沃夫（当时该地区属于奥地利帝國）一家医院采用。1854年他在克罗斯诺地区打下了欧洲第一口油井。

## 毒性
食用煤油有害身體甚至足以致命。煤油在民俗療法被推薦為殺死蝨子的利器，但衛生機構警告，因為它可能導致灼傷和嚴重的疾病。如果吸入煙霧甚至可能致命。

煤油在炉内燃烧时，会生成少量的芳香烃（如苯、甲苯、芘、䓛等）。